# Monetazione di Nakone
L'esistenza di una monetazione sicuramente riferibile all'antica città degli Elimi, di ubicazione sconosciuta, il cui nome è tramandato come Nakone, è attestata da ritrovamenti monetali di fine V e prima metà del IV secolo a.C. A tali ritrovamenti più antichi si è tentato di associare, senza una reale certezza, alcuni conii più tardi, all'incirca del tardo III secolo a.C. I ritrovamenti monetali, al pari delle altre esigue fonti, non sono stati in grado di definire l'ubicazione della città, che dovette essere in Sicilia occidentale, forse nella Valle del Belice, ma testimoniano la presenza mercenaria campana, già nota dalle fonti, e la forte influenza culturale della vicina civiltà siceliota e magnogreca.

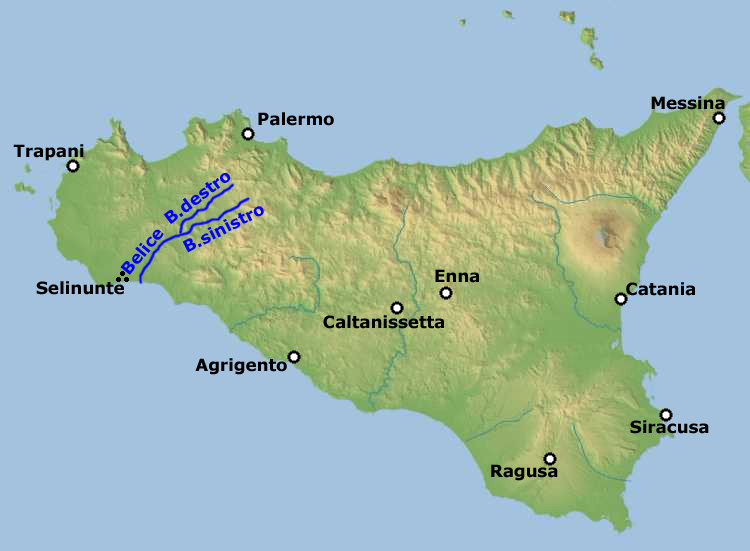
Il corso del Belice nella Sicilia occidentale. La Valle del Belice, ospitò probabilmente il sito di Νακώνη.

## Monetazione del V e del IV secolo a.C.
Le coniazione più antica che si conosca di Nakone risale agli ultimi anni del V secolo a.C. (forse circa 419-405 a.C.) ed è testimoniata da alcuni tipi monetali, sicuramente riferibili al toponimo, che esibiscono la legenda ΝΑΚΟΝΑΙΟΝ, confermando, così, non solo l'esistenza della città ma anche la correttezza del nome tràdito dalle sparute fonti scritte. 
La legenda NAKONHS, è attestata, invece, su monetazione datata al IV secolo a.C.. Al rovescio è presente la legenda ΚΑΜΡΑΝΩΝ. 
Oltre all'accoglimento dell'alfabeto greco, a testimoniare l'influsso di costumi culturali ellenici sono le immagini impresse sulle monete: ad esempio, un volto di donna, forse una Kore, con sguardo a destra e capelli raccolti da una benda (al dritto di quelle più antiche, con a destra del profilo la legenda ΝΑΚΟΝΑΙΟΝ). Questo tipo monetale attesta anche l'assorbimento di culti dionisiaci, testimoniato da un'immagine di Dioniso a dorso d'asino, circondato da tre piccoli globi. 
Al IV secolo è attestato, stavolta a rovescio, il volto di donna (sempre a destra): i capelli sono sciolti, e la testa, coronata di spighe, è ornata di collana e (forse) di orecchini. A destra del profilo vi è la legenda ΚΑΜΡΑΝΩΝ. Al dritto di questo tipo vi è Pegaso in volo a sinistra, con elmo di sotto e legenda NAKONHS d'intorno.
Entrambe si fondono nell'etnico ΝΑΚΟΝΑΙΟΝ ΚΑΜΡΑΝΩΝ, cioè «dei naconiani campani», un evidente riflesso dell'occupazione da parte di mercenari campani che erano stati al soldo di Siracusa. Tale circostanza, di cui ci dà testimonianza Diodoro Siculo, è parte di un fenomeno che coinvolse anche altri luoghi dell'isola, come, ad esempio, la presenza in città come Entella e Aitna.
Questi ritrovamenti, e le rare fonti scritte, non permettono comunque di dimostrare la sopravvivenza di questo centro civico oltre l'età ellenistica, facendo supporre che la sua sparizione sia avvenuta prima dell'epoca della dominazione romana dell'isola.

## Ipotetiche coniazioni più tarde
Sono attestate alcune coniazioni, riportanti la legenda N o NA, ritrovate in aree settentrionali della Sicilia, che si è tentato di ricondurre alla monetazione di Nakon: la loro datazione, molto più bassa, successiva al 241 a.C., è quindi posteriore alla fine della prima guerra punica. 
Tali reperti monetali permetterebbero di dimostrare la vitalità dell'abitato anche ai tempi della dominazione romana: tuttavia, non esiste certezza che essi possano essere considerate come espressioni della monetazione di Nakone.